# Municipio de Acatlán (Hidalgo)
El municipio de Acatlán es uno de los ochenta y cuatro municipios que conforman el estado de Hidalgo, México. La cabecera municipal es la localidad de Acatlán; y la localidad más poblada es 28 de Mayo (Santa Rosa).
Acatlán se localiza al oriente del territorio hidalguense entre los paralelos 20° 4′ y 20° 20′ de latitud norte; los meridianos 98° 21′ y 98° 31′ de longitud oeste; con una altitud entre 1600 y 3100 m s. n. m. Este municipio cuenta con una superficie de 241.61 km², y representa el 1.16 % de la superficie del estado. Se ubica entre las regiones geográficas del Valle de Tulancingo, la Sierra Baja y la Comarca Minera.
Colinda al norte con el municipio de Huasca de Ocampo, el estado de Veracruz de Ignacio de la Llave, los municipios de Agua Blanca de Iturbide y Metepec; al este con los municipios de Metepec y Tulancingo de Bravo; al sur con los municipios de Tulancingo de Bravo y Singuilucan; al oeste con los municipios de Singuilucan y Huasca de Ocampo.

## Toponimia
Del Náhuatl, Acatl ‘caña’ y lan ‘junto a’, por lo que se traduce como 'junto a las cañas' o 'cañaveral'.

## Geografía

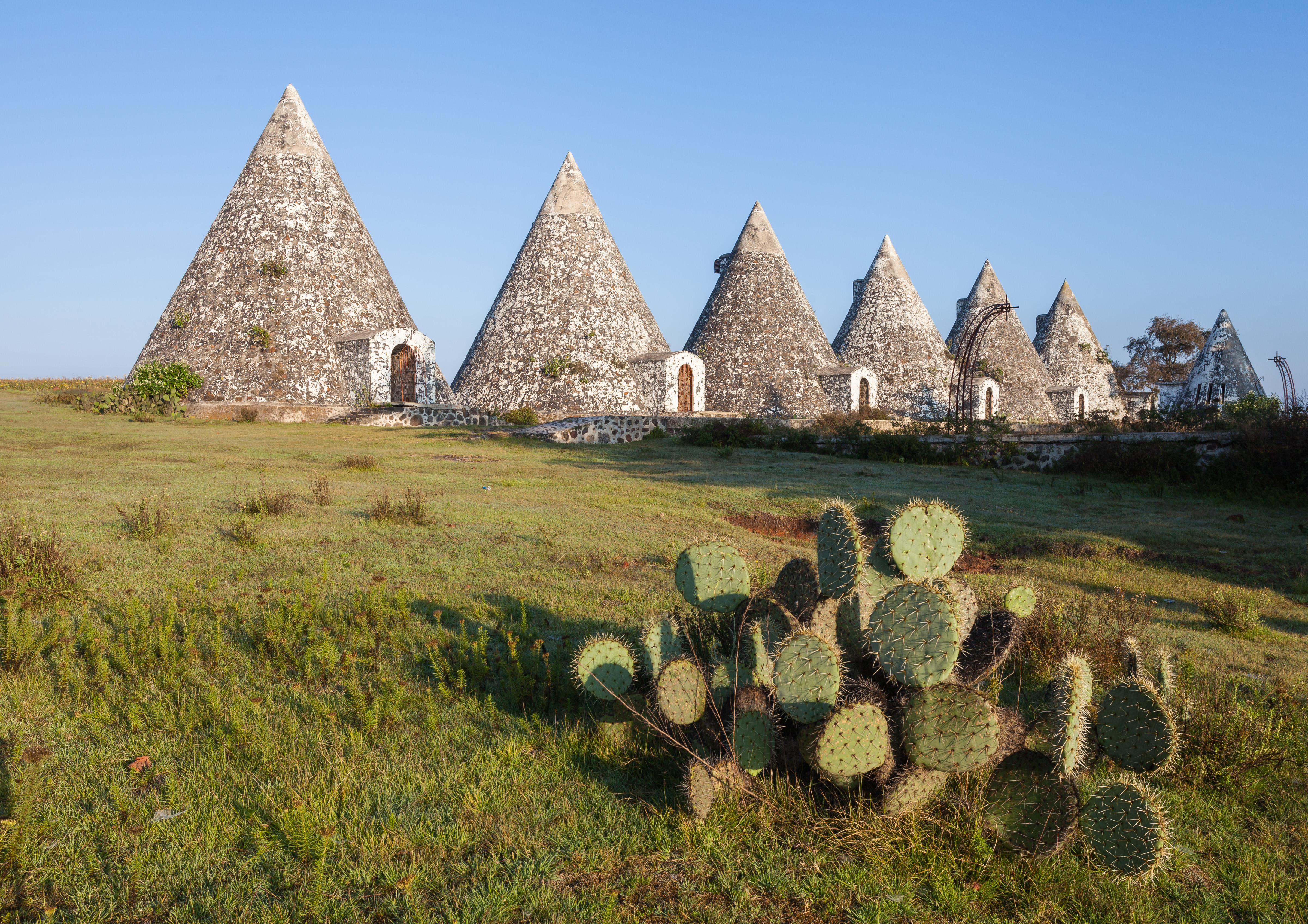
Silos en el territorio municipal.

### Relieve e hidrográfica
En cuanto a fisiografía se encuentra en la provincia del Eje Neovolcánico dentro de la subprovincia de Llanuras y Sierras de Querétaro e Hidalgo (90.0%) y Lagos y Volcanes de Anáhuac (10.0%). Su territorio es llanura (64.0 %), cañón (13.0 %), sierra (9.5 %), valle (6.0 %), meseta (4.0 %) y lomerío (3.5 %).
La principal elevación presente en el municipio, es el cerro la Providencia a 20° 6′ latitud norte y 98° 31′ latitud oeste; con una altitud de 2960 metros sobre el nivel del mar ubicado entre las localidades de Benito Juárez y Lagunicatlán; el segundo lugar en altitud lo ocupa el cerro Prieto con una elevación de 2540 m s. n. m.
En lo que respecta a la hidrología se encuentra posicionado en la región del Pánuco, en la cuenca del río Moctezuma, la cual tiene la subcuenca del río Metztitlán que cubre el 100% de la superficie municipal. Las corrientes de agua que conforman el municipio son: Grande Tulancingo, Los Enlamaderos, Las Vegas, El Meco y Salto de Alcholoya.

### Clima
El territorio municipal se encuentran los siguientes climas con su respectivo porcentaje: Semiseco templado (79.0%), templado subhúmedo con lluvias en verano, de humedad media (18.0%) y templado subhúmedo con lluvias en verano, de mayor humedad (3.0%).

### Ecología
La flora en el municipio, presenta una vegetación compuesta en su mayor parte por pastizales, matorrales, nopales, palma y mezquites. Existen algunas maderas como el ocote rojo, ocote chino, encino, hoja anca y sabino. La fauna se compone principalmente por especies como: tejón, ardilla, conejo, cacomixtle, tlacuache, zorro, armadillo, gato montés, onza, tuza, águila, búho, zopilote, gavilán, víbora de cascabel, camaleón, techín, lagartija y variedad de insectos y arácnidos.
Parte de este municipio pertenece a la Barranca de Metztitlán, decretada como Reserva de la Biósfera el 27 de noviembre de 2000 con una superficie de 96 042.90 ha; esta área también comprende los municipios de Atotonilco el Grande, Eloxochitlán, Huasca de Ocampo, Metepec, Metztitlán, San Agustín Metzquititlán y Zacualtipán de Ángeles.

## Demografía

### Población
De acuerdo a los resultados que presentó el Censo Población y Vivienda 2020 del INEGI, el municipio cuenta con un total de 22 268 habitantes, siendo 10 705 hombres y 11 563 mujeres. Tiene una densidad de 92.2 hab/km², la mitad de la población tiene 27 años o menos, existen 92 hombres por cada 100 mujeres.
El porcentaje de población que habla lengua indígena es de 0.34 %, y el porcentaje de población que se considera afromexicana o afrodescendiente es de 0.66 %. Tiene una Tasa de alfabetización de 98.9 % en la población de 15 a 24 años, de 85.7 % en la población de 25 años y más. El porcentaje de población según nivel de escolaridad, es de 11.7 % sin escolaridad, el 64.4 % con educación básica, el 16.5 % con educación media superior, el 7.4 % con educación superior, y 0.1 % no especificado.
El porcentaje de población afiliada a servicios de salud es de 56.0 %. El 15.5 % se encuentra afiliada al IMSS, el 80.6 % al INSABI, el 2.8 % al ISSSTE, 0.4 % IMSS Bienestar, 0.3 % a las dependencias de salud de PEMEX, Defensa o Marina, 0.5 % a una institución privada, y el 0.4 % a otra institución. El porcentaje de población con alguna discapacidad es de 4.4 %. El porcentaje de población según situación conyugal, el 30.5 % se encuentra casada, el 31.6 % soltera, el 28.3 % en unión libre, el 4.1 % separada, el 0.8 % divorciada, y el 4.7 % viuda.
Para 2020, el Total de viviendas particulares habitadas es de 5869 viviendas, representa el 0.7 % del total estatal. Con un promedio de ocupantes por vivienda 3.8 personas. Predominan las viviendas con los siguientes materiales: adobe y concreto. En el municipio de Acatlán para el año 2020, el servicio de energía eléctrica abarca una cobertura del 99.0 %; el servicio de agua entubada un 46.0 %; el servicio de drenaje cubre un 85.6 %; y el servicio sanitario un 91.7 %.

### Localidades
Para el año 2020, de acuerdo al Catálogo de Localidades, el municipio cuenta con 55 localidades activas:
| Código INEGI | Localidad                         | Población (2020) | Porcentaje (%) | Ámbito Población | Categoría Población |
| ------------ | --------------------------------- | ---------------- | -------------- | ---------------- | ------------------- |
| 130010027    | 28 de Mayo (Santa Rosa)           | 2214             | 9.94           | Rural            | Comunidad           |
| 130010004    | Almoloya                          | 1499             | 6.73           | Rural            | Comunidad           |
| 130010021    | San Dionisio                      | 1240             | 5.57           | Rural            | Comunidad           |
| 130010015    | Metepec Primero                   | 1215             | 5.46           | Rural            | Comunidad           |
| 130010031    | Metepec Segundo                   | 1206             | 5.42           | Rural            | Comunidad           |
| 130010008    | Chauténco                         | 1011             | 4.54           | Rural            | Comunidad           |
| 130010003    | Alcholoya (El Salto de Alcholoya) | 867              | 3.89           | Rural            | Comunidad           |
| 130010020    | San Bartolo (El Llano)            | 784              | 3.52           | Rural            | Comunidad           |
| 130010006    | Benito Juárez                     | 754              | 3.39           | Rural            | Comunidad           |
| 130010010    | Encinillos                        | 751              | 3.37           | Rural            | Comunidad           |
| 130010066    | Agustín Olvera Seccíon II         | 743              | 3.34           | Rural            | Comunidad           |
| 130010029    | Vicente Guerrero                  | 742              | 3.33           | Rural            | Comunidad           |
| 130010005    | Los Arcos                         | 692              | 3.11           | Rural            | Comunidad           |
| 130010017    | Mixquiapan                        | 682              | 3.06           | Rural            | Comunidad           |
| 130010041    | Los Migueles                      | 595              | 2.67           | Rural            | Comunidad           |
| 130010051    | El Transformador                  | 483              | 2.17           | Rural            | Ranchería           |
| 130010001    | Acatlán                           | 439              | 1.97           | Urbano           | Cabecera municipal  |
| 130010036    | Lagunicatlán                      | 414              | 1.86           | Rural            | Ranchería           |
| 130010002    | Agustín Olvera Sección I          | 405              | 1.82           | Rural            | Ranchería           |
| 130010012    | El Huizache y la Paloma           | 341              | 1.53           | Rural            | Ranchería           |
| 130010030    | Las Palmas                        | 329              | 1.48           | Rural            | Ranchería           |
| 130010026    | La Unión                          | 324              | 1.46           | Rural            | Ranchería           |
| 130010023    | Totoapa el Grande                 | 306              | 1.37           | Rural            | Ranchería           |
| 130010055    | Echeverría [Colonia]              | 273              | 1.23           | Rural            | Ranchería           |
| 130010016    | El Milagro San Simón              | 258              | 1.16           | Rural            | Ranchería           |
| 130010007    | Buena Vista                       | 252              | 1.13           | Rural            | Ranchería           |
| 130010013    | Loma Larga                        | 240              | 1.08           | Rural            | Ranchería           |
| 130010043    | El Sabino (La Barranca)           | 232              | 1.04           | Rural            | Ranchería           |
| 130010047    | La Calera (Los Baños)             | 221              | 0.99           | Rural            | Ranchería           |
| 130010061    | El Cerrito                        | 218              | 0.98           | Rural            | Ranchería           |
| 130010028    | El Veladero                       | 216              | 0.97           | Rural            | Ranchería           |
| 130010024    | Totoapita Canutillo               | 215              | 0.97           | Rural            | Ranchería           |
| 130010022    | San Pablo                         | 213              | 0.96           | Rural            | Ranchería           |
| 130010052    | Zupitlán (Los Pocitos)            | 205              | 0.92           | Rural            | Ranchería           |
| 130010011    | Hueyotlipa                        | 193              | 0.87           | Rural            | Ranchería           |
| 130010032    | Barrio el Yolo                    | 167              | 0.75           | Rural            | Ranchería           |
| 130010019    | San Antonio la Palma              | 151              | 0.68           | Rural            | Ranchería           |
| 130010018    | La Peñuela                        | 139              | 0.62           | Rural            | Ranchería           |
| 130010064    | Ernesto Zedillo [Colonia]         | 121              | 0.54           | Rural            | Ranchería           |
| 130010038    | Loma Chica                        | 120              | 0.54           | Rural            | Ranchería           |
| 130010062    | El Potrero                        | 115              | 0.52           | Rural            | Ranchería           |
| 130010025    | Totoapita la Herradura            | 110              | 0.49           | Rural            | Ranchería           |
| 130010033    | El Chilar (La Barranca)           | 100              | 0.45           | Rural            | Ranchería           |
| 130010068    | Los Álamos                        | 99               | 0.44           | Rural            | Ranchería           |
| 130010048    | La Chamusquina                    | 92               | 0.41           | Rural            | Ranchería           |
| 130010050    | Majadillas (La Venta)             | 66               | 0.30           | Rural            | Ranchería           |
| 130010042    | Piedra Larga                      | 55               | 0.25           | Rural            | Ranchería           |
| 130010067    | Los Cármenes                      | 54               | 0.24           | Rural            | Ranchería           |
| 130010049    | La Luz                            | 44               | 0.20           | Rural            | Ranchería           |
| 130010039    | La Palma                          | 26               | 0.12           | Rural            | Ranchería           |
| 130010040    | Hacienda el Lucero                | 10               | 0.04           | Rural            | Ranchería           |
| 130010053    | Cerro de Aguatepec                | 10               | 0.04           | Rural            | Ranchería           |
| 130010059    | Ampliación Hueyotlipa             | 10               | 0.04           | Rural            | Ranchería           |
| 130010058    | Rancho Guadalupe                  | 4                | 0.02           | Rural            | Ranchería           |
| 130010065    | San Bartolo (La Barranca)         | 3                | 0.01           | Rural            | Ranchería           |

## Política

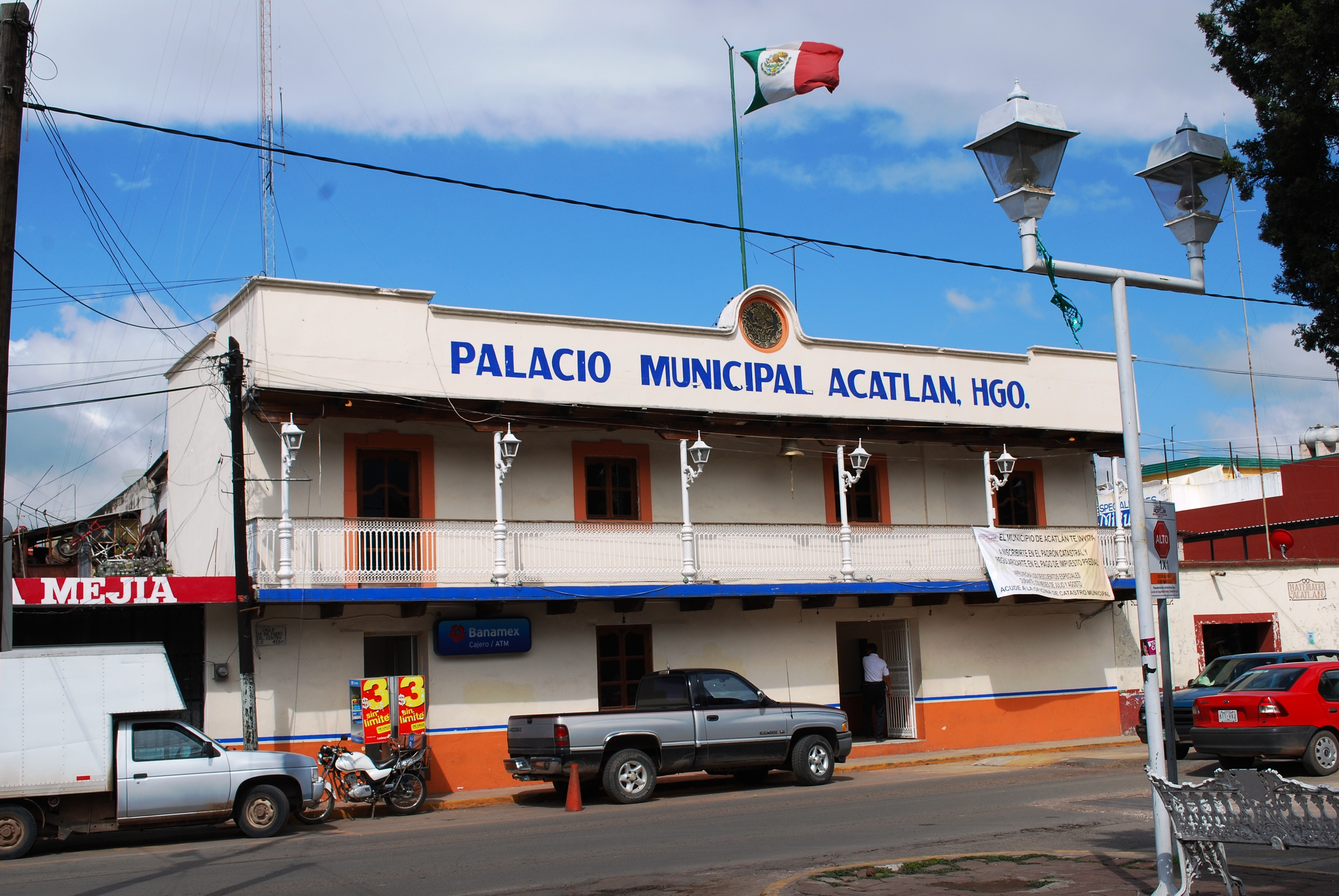
Palacio municipal

Se erigió como municipio a partir del 8 de agosto de 1865. El Ayuntamiento está compuesto por: un presidente municipal, un síndico, ocho regidores, tes comisiones, cuarenta y dos delegados municipales y dieciséis comisariados ejidales. El municipio está integrado doce secciones electorales, de la 0001 a la 0012. Para la elección de diputados federales a la Cámara de Diputados de México y diputados locales al Congreso de Hidalgo, se encuentra integrado al distrito electoral federal 4 de Hidalgo y al distrito electoral local 9 de Hidalgo. A nivel estatal administrativo pertenece a la Macrorregión II y a la Microrregión XV, además de a la Región Operativa VII Tulancingo.

### Cronología de presidentes municipales
| Periodo                  | Nombre                            | Afiliación política        |
| ------------------------ | --------------------------------- | -------------------------- |
| 1964-1967                | Arnulfo Anaya Vázquez             | -                          |
| 1967-1970                | Ángel Hernández                   | -                          |
| 1970-1973                | Andrés Mimila Medina              | -                          |
| 1973-1976                | Dionisio Aldrette Muñoz           | -                          |
| 1976-1979                | Adalberto Mendoza León            | -                          |
| 1979-1982                | Armando Hernández Olvera          | -                          |
| 1982-1985                | Jesús Olvera Rodríguez            | -                          |
| 1985-1988                | Gerardo García Sánchez            | -                          |
| 1988-1991                | Gorgonio Rodríguez Martínez       | -                          |
| 1991-1994                | Cruz Ortiz Trapala                | -                          |
| 16/01/1994 al 15/01/1997 | Felipe Gómez Olvera               | PRI                        |
| 16/01/1997 al 15/01/2000 | Ángel Ismael Avilés Aranda        | PRI                        |
| 16/01/2000 al 15/01/2003 | Andrea Gasca Olvera               | PRI                        |
| 16/01/2003 al 15/01/2006 | Luis Ortiz Trápala                | PAN                        |
| 16/01/2006 al 15/01/2009 | Fernando Morales Zeferino         | PAN                        |
| 16/01/2009 al 15/01/2012 | Orlando Rubén Muñoz Medina        | PAN                        |
| 16/01/2012 al 04/09/2016 | Genaro Antonio González Guarneros | PRI                        |
| 05/09/2016 al 04/09/2020 | Benito Olvera Muñoz               | Un Hidalgo con Rumbo       |
| 05/09/2020 al 14/12/2020 | Noé Avilés Saavedra               | Concejo municipal Interino |
| 15/12/2020 al 04/09/2024 | Elizabeth Vargas Rodríguez        | PNAH                       |
| 05/09/2024 al 04/09/2027 | Pasiano Francisco Barranco Islas  | PVEM                       |

## Economía

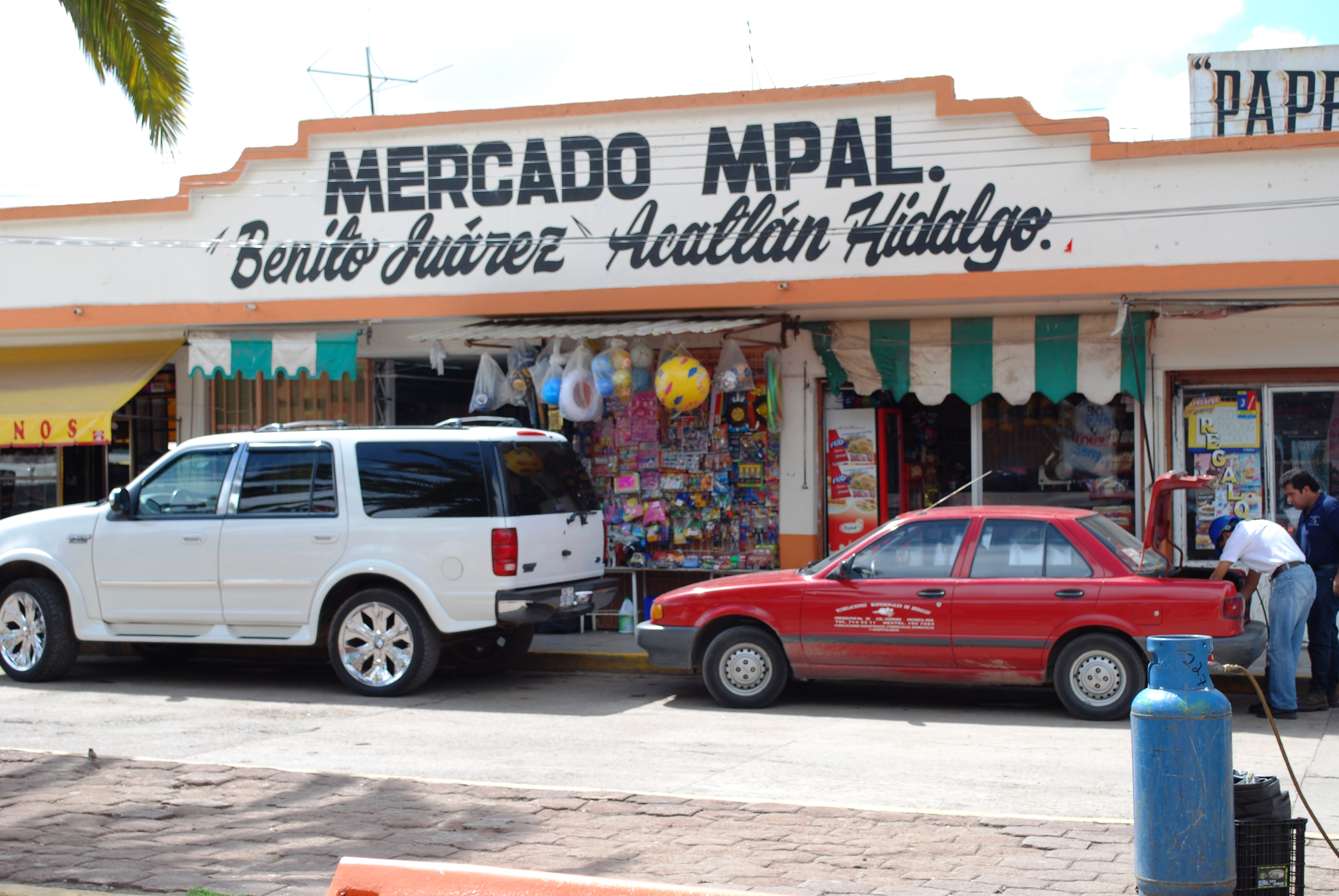
Mercado municipal.

En 2015 el municipio presenta un IDH de 0.661 Medio, por lo que ocupa el lugar 65.º a nivel estatal; y en 2005 presentó un PIB per cápita de 34 502 (pesos a precios corrientes de 2005).
En el municipio predomina la siembra de maíz grano, pastos, maguey pulquero y avena forrajera, en menor proporción se ocupan hectáreas para la siembra de cebada grano, frijol, jitomate rojo y alfalfa verde. La ganadería se da en mayor proporción en aves de corral, en menor cantidad ganado ovino, porcino, bovino y al último el caprino que es escaso en este municipio.
En lo que respecta al comercio, para el año 2015 se cuentan en el municipio doce establecimientos de DICONSA, un tianguis, un mercado. De acuerdo con cifras al año 2015 presentadas en los censos económicos del INEGI, la población económicamente activa de 12 años y más del municipio asciende a 7146 de las cuales 206 se encuentran desocupadas y 6940 se encuentran ocupadas.